# 科琳娜·尼奥格雷

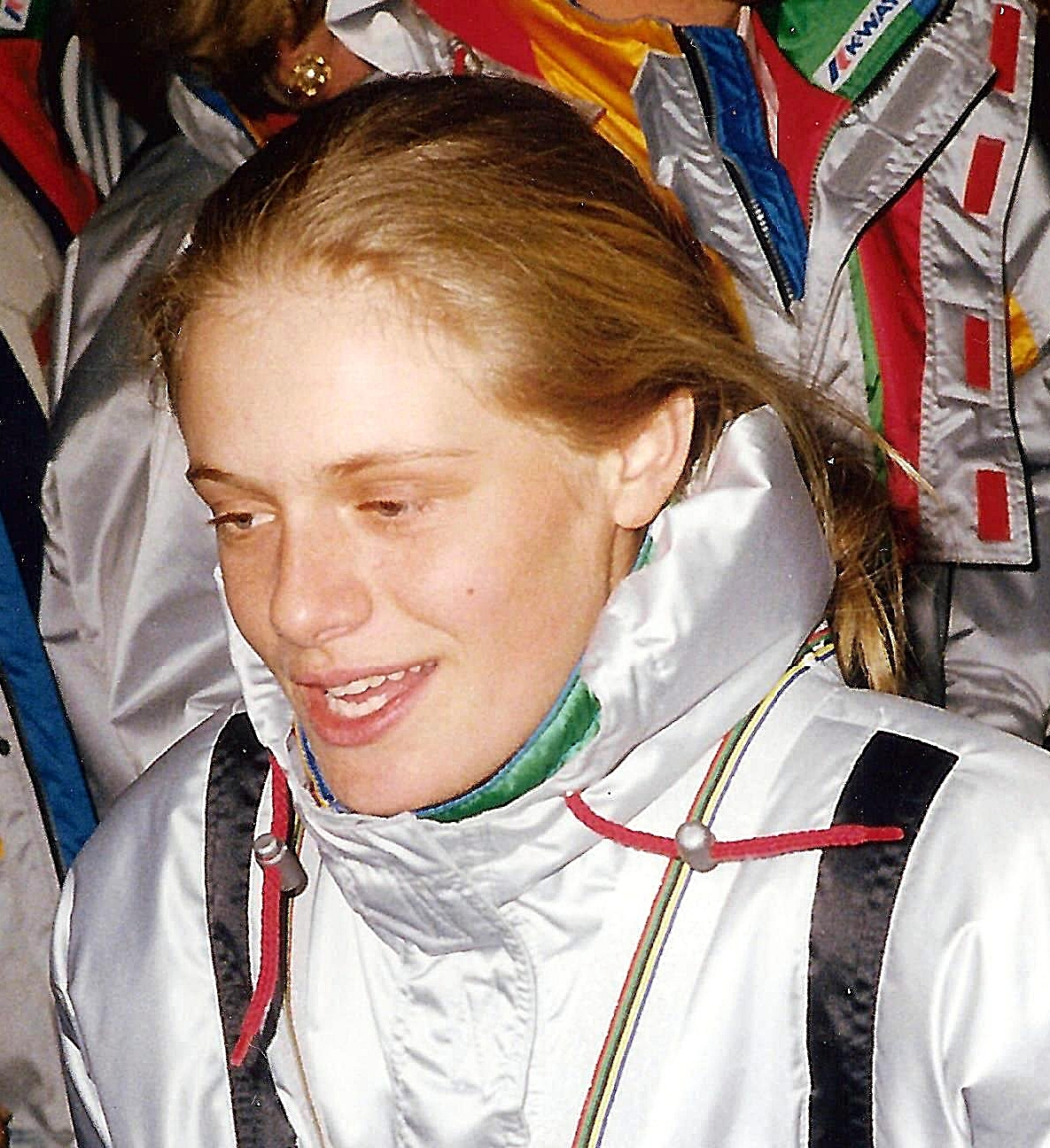
科琳娜·尼奥格雷

科琳娜·尼奥格雷（法語：Corinne Niogret，1972年11月20日—），法国女子冬季两项运动员，出生于楠蒂阿。她曾代表法国参加1992年、1994年和1998年冬季奥林匹克运动会冬季两项比赛，共获得一枚金牌和一枚铜牌。